# Okan Öztürk (football)
Okan Öztürk, né le 30 novembre 1977 à Amasya, est un ancien footballeur professionnel turc évoluant au poste d'attaquant.

## Biographie
Öztürk  commence sa carrière professionnelle avec Merzifonspor en 1995, avant de signer pour P.T.T. avant la saison 1996-97. Il joue sept saisons dans la Süper Lig turque avec Siirtspor, Çaykur Rizespor et Gençlerbirliği S.K., apparaissant dans plus de 200 matches de championnat et marquant plus de 50 buts,,.

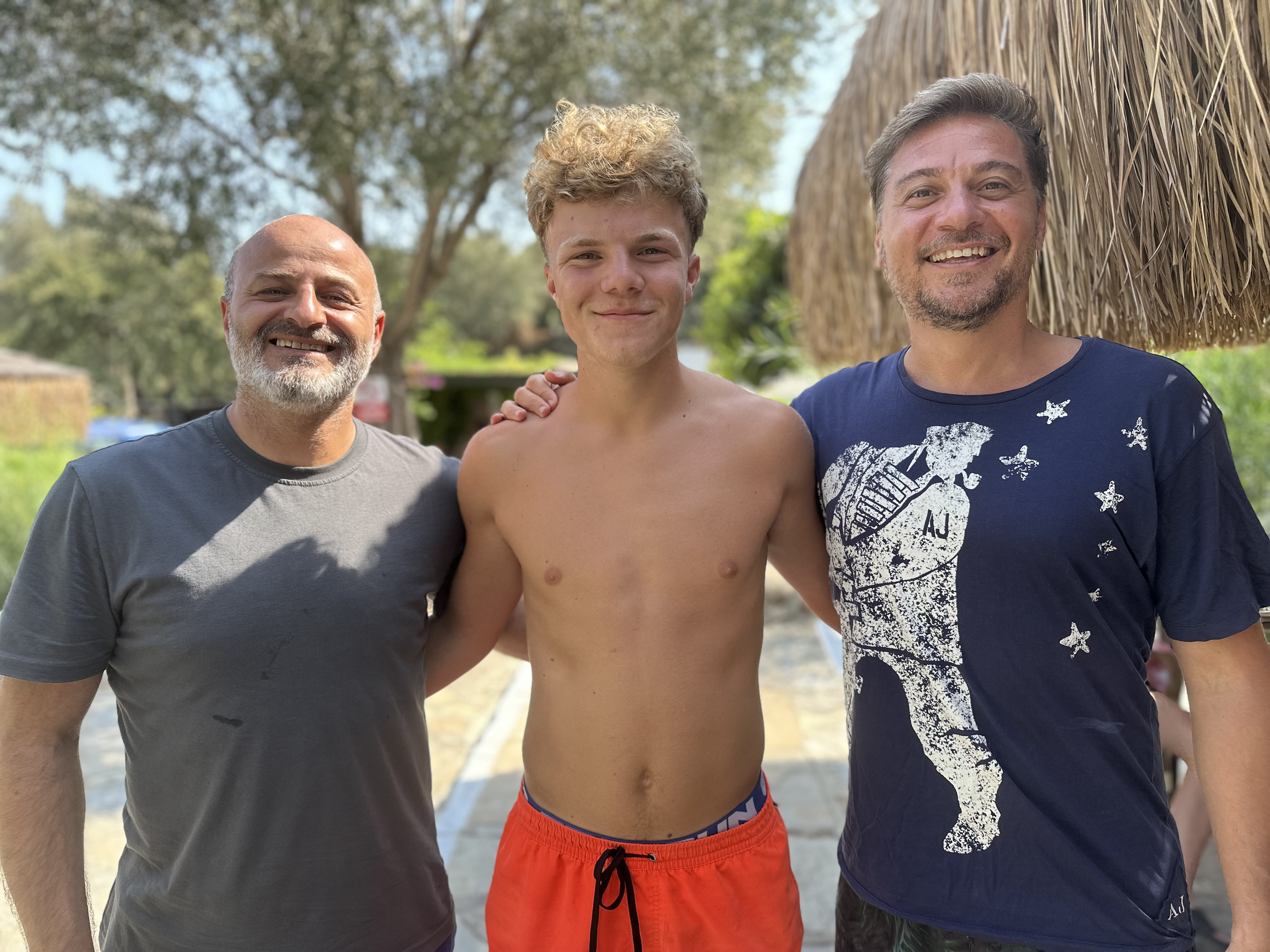
Okan Öztürk , Thibault Bruetschy (FCM), Erhan Güven